# Hippolyte Madelaine

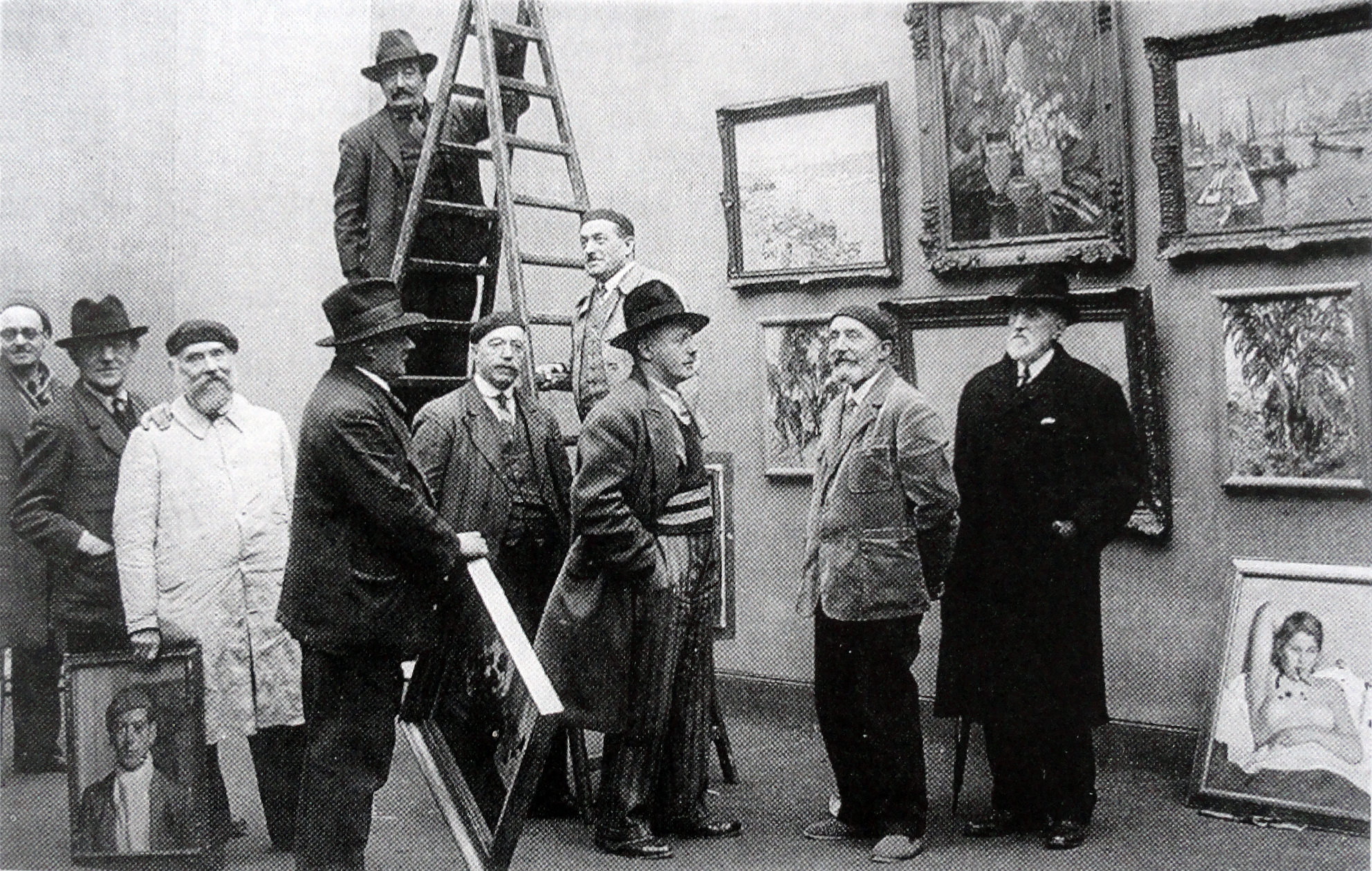
Bei der Accrochage des Salon des Artistes Rouennais, Musée des Beaux-Arts de Rouen. Robert Antoine Pinchon (Mitte), Hippolyte Madelaine (3. v. links), 1934

Hippolyte Madelaine (* 6. April 1871 in Saint-Ouen-de-Thouberville; † 20. Dezember 1966 in Rouen) war ein französischer Maler der École de Rouen. 
Hippolyte Madelaine malte ausschließlich Aquarelle und Pastelle mit vier Hauptthemen: die Stadt Rouen und ihre malerischen Viertel, Burgund, Tahiti und Stillleben. Jenseits von Moden und Schulen ist diese Kunst weniger kommerziell als die Ölmalerei. Sein Werk umfasst etwa 2300 bis 2500 Aquarelle und Pastelle.

## Leben
Hippolyte Madelaine wurde am 6. April 1871 in dem kleinen Dorf St-Ouen-de-Thouberville im Departement Eure geboren. Schon früh begeisterte er sich für das Zeichnen und Malen. Mit seinem Vater durchstreifte er die Natur, um Pflanzen zu sammeln. Diese Leidenschaft ließ ihn in die Fußstapfen seines Vaters treten, der als Eisenbahner auch als Kräuterhändler tätig war. Hippolyte Madelaine begann seine berufliche Laufbahn bei den Chemins de Fer de l’Ouest, wo er Reiseplakate entwarf.
Er heiratet am 30. Oktober 1889 und hatte vier Kinder. Seine Abenteuerlust führte ihn und seine Frau nach Argentinien, wo ihre erste Tochter geboren wurde. Nach finanziellen Schwierigkeiten kehrte die Familie nach Frankreich zurück und ließ sich in Petit-Couronne nieder. Dort schloss er Freundschaft mit dem Künstler Joseph Delattre. 
1905 stellte Hippolyte Madelaine zum ersten Mal aus und findet sofort Anerkennung. In den folgenden Jahren widmete er sich der Darstellung alter Gebäude und malerischer Winkel von Rouen, was ihm viel Lob einbrachte. 1906 nahm er an der ersten Ausstellung der Société des Artistes Rouennais teil, die er mitbegründet hatte, und stellte erfolgreich in Paris aus.
Während des Ersten Weltkriegs wird Hippolyte Madelaine 1915 eingezogen. Trotz der Kriegswirren stellt er weiterhin aus und findet Anerkennung. Nach dem Krieg setzte er seine künstlerische Tätigkeit fort und eröffnete 1919 die Ausstellungssaison mit beeindruckenden Werken.
1920 begann Hippolyte Madelaine mit Holzschnitten zu experimentieren, die ebenfalls Anerkennung fanden. Er nahm regelmäßig an den Ausstellungen der Société des Artistes Rouennais teil und wurde 1925 Mitglied des Komitees, 1932 sogar Vizepräsident, ein Amt, das er bis 1953 innehatte. Hippolyte Madelaine lebte abwechselnd in Plombières-lès-Dijon und in Rouen, wo er die malerischen Aspekte der Stadt in seinen Werken festhielt.
1936 erfüllte er sich einen lang gehegten Traum und reiste nach Tahiti, wo er sechs Monate verbrachte. Die Eindrücke dieser Reise stellte er 1937 in Rouen aus. Ein Jahr später kehrt er nach Tahiti zurück, um weitere Aquarelle zu malen, die er 1938 in Rouen präsentiert.
Der Zweite Weltkrieg unterbricht seine Tätigkeit, doch nach Kriegsende nimmt er seine künstlerische Arbeit wieder auf. 1947 widmet er sich dem Thema „Verschwundenes Rouen“ und stellt Werke aus, die zerstörte Stadtviertel zeigen. 1951 wählte er das „Logis des Caradas“ für eine Lithographie, das ebenfalls im Krieg zerstört worden war. 1953 wird er Ehrenvizepräsident der Société des Artistes Rouennais.
Hippolyte Madelaine malt bis ins hohe Alter von 85 Jahren und stellt regelmäßig aus. Er starb am 20. Dezember 1966 im Alter von 95 Jahren in seinem Haus in der Rue des Faulx. 